# Erica erigena
Erica erigena é uma espécie de planta com flor pertencente à família Ericaceae. 
A autoridade científica da espécie é R.Ross, tendo sido publicada em Watsonia 7: 164. 1969.

## Portugal
Trata-se de uma espécie presente no território português, nomeadamente em Portugal Continental.
Em termos de naturalidade é nativa da região atrás indicada.

## Protecção
Não se encontra protegida por legislação portuguesa ou da Comunidade Europeia.